# Bendicht Ulmann
Bendicht (Benedikt) Ulmann (* um 1530; † 1595 in Bern) war ein Schweizer Buchdrucker.

## Leben
Ulmann war zunächst Buchbinder- und Druckergeselle bei Samuel Apiarius in der Brunngasse 70 gewesen. Am 15. Februar 1558 trat er im Prozess gegen seinen Arbeitgeber als Zeuge auf. Als Samuel Apiarius aus Bern verbannt wurde, eröffnete Ulmann 1559 (oder 1560) in Bern seine eigene Druckerei mit Buchbinderei, während Samuels Bruder Siegfried Apiarius Samuels Werkstatt bis zum Tod (1565) allein weiterführte.
Am 3. Februar 1564 wurde Ulmann der Zutritt in die Wirtshäuser verboten und am 25. Februar die eigene Druckerei stillgelegt („Meister Bendicht den buchtrucker, der truckerj stillgelegt“). Bald muss er aber wieder eine Zulassung erhalten haben, denn schon im nächsten Jahr (1565) übernahm er nach Siegfried Apiarius’ Tod die Apiarius-Werkstatt in der Brunngasse. Im Jahr 1566 erscheint sein Name auf „obrigkeitlichen“ Aktenstücken als offiziell „bestellter Buchdrucker“.
Im Jahr 1550 heiratete Ulmann in erster Ehe Elsbeth Straßer. In zweiter Ehe heiratete er 1559 Eva Rohrer. Sein Stiefsohn war der Drucker Vinzenz Im Hof, mit dem er von 1574 bis 1593 auch gemeinsam arbeitete.